# Districtul Trutnov

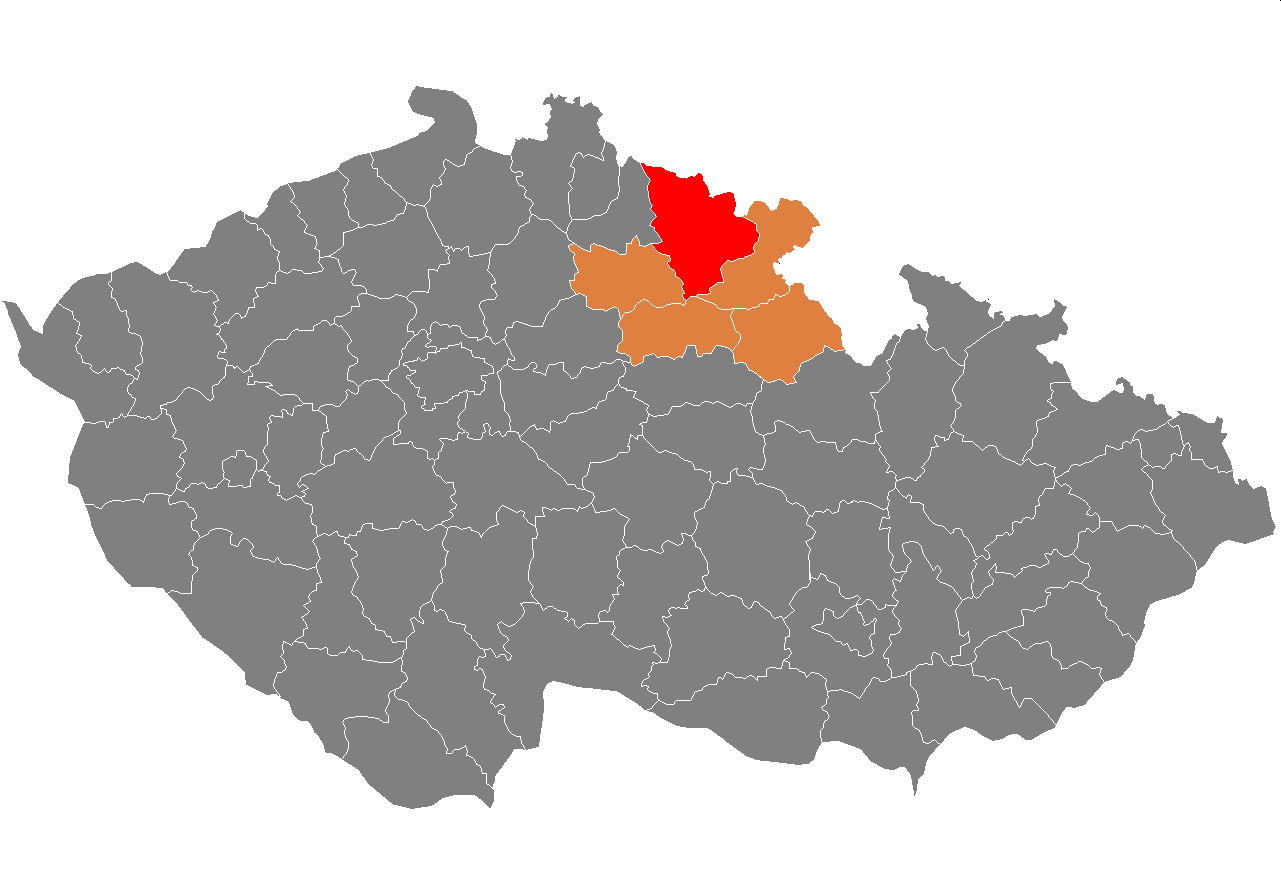
Okres Trutnov în regiunea Hradec Králové

Okres Trutnov (română districtul Trutnov) este un district din Cehia cu o populație cu 120.000 loc. și o suprafață de 1.147 km², fiind cel mai mare district din Regiunea Hradec Králové. Districtul se află în partea de nord-est a Boemiei, cuprinde 75 de comunități din care 12 orașe. Aproape jumătate din suprafața districtului este acoperită de păduri, iar terenurile agricole ocupă 44 %. Un procent de 39 % din populație este ocupată în industrie și numai 9 % în agricultură. Pe timpul iernii, regiunea este o atracție turistică prin posibilitățile pe care Munții Metaliferi (Krkonoše) le oferă sporturilor de iarnă.

## Orașe și comune
Batňovice - Bernartice - Bílá Třemešná - Bílé Poličany - Borovnice - Borovnička - Čermná - Černý Důl - Dolní Branná - Dolní Brusnice - Dolní Dvůr - Dolní Kalná - Dolní Lánov - Dolní Olešnice - Doubravice - Dubenec - Dvůr Králové nad Labem - Hajnice - Havlovice - Horní Brusnice - Horní Kalná - Horní Maršov - Horní Olešnice - Hostinné - Hřibojedy - Chotěvice - Choustníkovo Hradiště - Chvaleč - Janské Lázně - Jívka - Klášterská Lhota - Kocbeře - Kohoutov - Královec - Kuks - Kunčice nad Labem - Lampertice - Lánov - Lanžov - Libňatov - Libotov - Litíč - Malá Úpa - Malé Svatoňovice - Maršov u Úpice - Mladé Buky - Mostek - Nemojov - Pec pod Sněžkou - Pilníkov - Prosečné - Radvanice - Rtyně v Podkrkonoší - Rudník - Stanovice - Staré Buky - Strážné - Suchovršice - Svoboda nad Úpou - Špindlerův Mlýn - Trotina - Trutnov - Třebihošť - Úpice - Velké Svatoňovice - Velký Vřešťov - Vilantice - Vítězná - Vlčice - Vlčkovice v Podkrkonoší - Vrchlabí - Zábřezí-Řečice - Zdobín - Zlatá Olešnice - Žacléř